# Michio Mado
Pour les articles homonymes, voir Mado (homonymie).
Michio Mado (まど・みちお, Mado Michio), né le 16 novembre 1909 et mort le 28 février 2014 à Tokyo, est un poète japonais à qui a été décerné le prix Hans Christian Andersen en 1994,. Formé par Hakushū Kitahara et Jun'ichi Yoda (1905-1997), il est surtout connu par ses chansons pour enfants « Zō-san », « Yagi-san yūbin » et « Ichinensei ni nattara ».

## Biographie
Mado est né Michio Ishida à Shūnan dans la préfecture de Yamaguchi. Il passe son enfance avec son grand-père parce que ses parents sont partis travailler à Taiwan. Il y rejoint plus tard sa famille. Il est diplômé de la « National Taipei University of Technology » de Taipei et publie ses premiers poèmes à cette époque dans le journal « Ayumi ». Il travaille ultérieurement pour le département des ports et des voies d'eau du bureau du gouverneur-général de Taïwan.
En 1934 il publie cinq articles dans la revue « Kodomo no kuni ». En 1936, le compositeur Yamaguchi Yasuharu (1901-1968) met en musique la chanson « Futa atsu ».
En 1943, il est mobilisé comme pionnier dans la marine et envoyé sur différents théâtres de guerre, notamment à Singapour où il est témoin de la fin de la Seconde Guerre mondiale. Après son retour au Japon en 1948, il travaille dans une maison d'édition et se consacre à la publication du journal « Livre pour enfant ». Après sa retraite en 1959, il se consacre à la poésie, écrit des comptines et pratique la peinture.
En 1992, à l'instigation de l'impératrice Michiko, son livre Dōbutsutachi (« Les animaux ») traduit en anglais est publié au Japon et aux États-Unis.

## Prix et distinctions
- 1968 : Prix Noma de littérature pour enfants pour « Tempura piripiri »
- 1976 : Prix de l'association des auteurs pour la littérature japonaise pour la jeunesse (日本児童文学者協会賞) pour « Shokubutsu no uta »[4].
- 1994 : Prix de littérature « Robō no ishi »(路傍の石文学賞, Robō no ishi bungakushō) - Prix spécial pour « Mado Michio zenshishu » (Édition complète de ses poèmes)[Anm. 1],[5].
- 1994 : Prix Hans Christian Andersen
- 1998 : Prix Asahi

## Ouvrages (sélection)

### Collections de chansons
- 1968 Tempura piripiri (てんぷらぴりぴり)
- 1973 Mametsubu uta (まめつぶうた)
- 1974-75 Mado Michi shishū (まど・みちお詩集, 6 volumes)
- 1979 Fukei shishū (風景詩集)
- 1979 Tsukemono no omoshi (つけもののおもし)
- 1981 Ii keshiki (いいけしき)
- 1985 Shakkuri uta (しゃっくりうた)
- 1989 Kuma san (くまさん)
- 1993 Sorekara (それから…)
- 1999 Melon no jikan  (メロンのじかん)
- 2000 Kyō mo tenki (きょうも天気)
- 2006 Sono hen o (そのへんを)

### Livres illustrés traduits
- 1992 Dōbutsutachi (どうぶつたち) - Les animaux, illustrés par Mitsumasa Anno,  (ISBN 9784915777066)
- 1998 Fushigi na poketto (ふしぎなポケット) - la poche magique, illustré par Mitsumasa Anno,  (ISBN 9784915777219)

### Chansons pour enfants
- Zō san (ぞうさん), mis en musique par Ikuma Dan
- Yagi san yubin (やぎさんゆうびん), mis en musique par Ikuma Dan
- Onigiri kororin (おにぎりころりん), mis en musique par Akihiro Komori
- Ichinensei ni nattara (いちねんせいになったら), mis en musique par Naozumi Yamamoto
- Fushigi na poketto (ふしぎなポケット), mis en musique par Shigeru Watanabe
- Drops no uta (ドロップスのうた), mis en musique par Megumi Ōnaka
- Mizu asobi (みずあそび), sur une musique de Rentarō Taki）

## Source
- (de) Cet article est partiellement ou en totalité issu de l’article de Wikipédia en allemand intitulé « Michio Mado » (voir la liste des auteurs).

### Remarque
1. ↑  Le prix tient son nom de l'ouvrage éponyme « Robō no ishi » (« Une pierre au bord du chemin ») de l'écrivain Yūzō Yamamoto (1887-1974)